# Joseph Zehrer

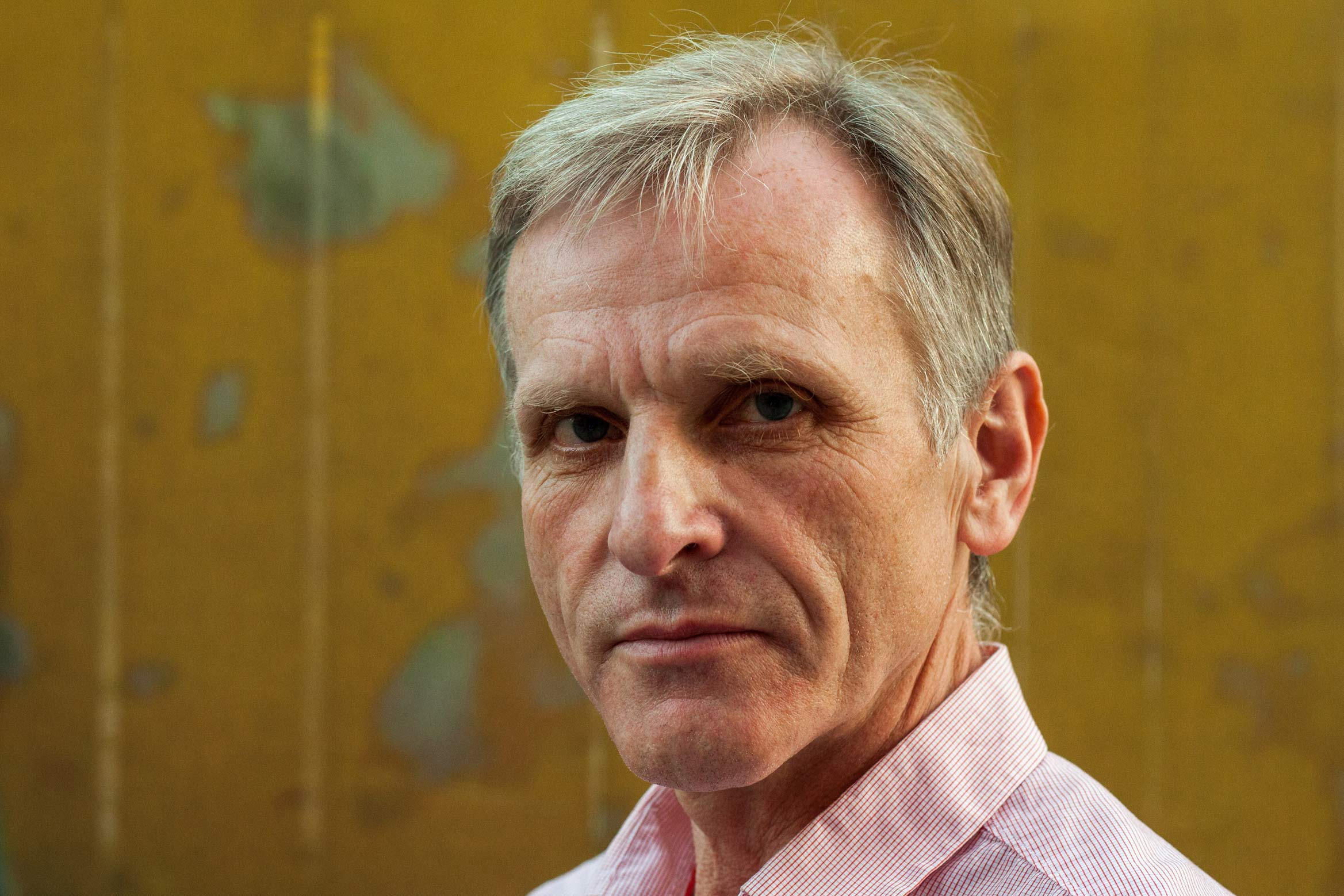
Joseph Zehrer, 2012

Joseph Zehrer (* 16. Mai 1954 in Perbing, Niederbayern) ist ein deutscher Bildender Künstler.

## Leben
Joseph Zehrer studierte von 1982 bis 1988 an der Akademie der Bildenden Künste München in München. Seine Lehrer dort waren unter anderem Eduardo Paolozzi
in Bildhauerei und Hans Baschang in Grafik und Malerei. In den Jahren 1992 bis 1994 veranstaltete er monothematische Filmabende in München (zusammen mit Karl Bruckmaier). 1994 erhielt Zehrer den Förderpreis für Bildende Kunst, München (Kategorie „Neue Medien“). Seine Arbeiten umfassen die Bereiche Skulptur, Installation, Malerei, Zeichnung und Licht und tragen Titel wie „Kunst sieht fern“, „Vorhänge - Eingeklemmtes - Melancholiker - Pistolen“ und „per plexi“. Seit 1994 lebt Joseph Zehrer in Köln.

## Ausstellungen (Auswahl)
- 2012: Strom, Galerie Christian Nagel, Köln
- 2011: Lichtinstallation im Mumok-Museum, Wien
- 2008: Ernst, Galerie Stux, New York
- 2006: Worp, Kunstverein Heilbronn
- 2005: Lichtkunst aus Kunstlicht, ZKM Karlsruhe
- 2004: Skulpturenprojekt, Braunschweig